# 倉庫管理主任者
倉庫管理主任者（そうこかんりしゅにんしゃ）とは、倉庫業法第3条の規定により登録を受けた倉庫業者により選任され、次の業務を行う者をいう。

## 業務概要
『倉庫業法』に基づき、火災防止など倉庫施設の管理、倉庫管理業務の適正な運営の確保、労働災害の防止などの指導監督及び現場従業員の研修に関する業務を総括する。

## 選任の要件
- 倉庫管理業務に2年以上の指導監督的実務経験を有する者
- 倉庫管理業務に3年以上の実務経験を有する者
- 国土交通大臣が指定する講習の修了者
- これと同等以上の知識・経験を有すると認められた者

以上のいずれかを満たすもの。

## 欠格事由
- 1年以上の懲役又は禁錮の刑に処せられ、その執行を終わり又は執行を受けることがなくなった日から2年を経過しない者
- 法第21条の規定による登録の取消しを受け、その取消しの日から2年を経過しない者

## 講習会
告示で定められる。

## 受講資格
指定なし。

### 講習科目
1. 倉庫業法の概要 （1時間）
2. 倉庫業における労働災害の防止 （1時間）
3. 倉庫における火災防止 （1時間）
4. 倉庫管理実務 （1時間）
5. 自主監査体制の整備 （45分）